# Harvie & Hudson
Harvie & Hudson är en klassisk engelsk skjorttillverkare på Jermyn Street i London. Den drivs idag av tredje generationen Harvie.